# Thermococcus celer
A Thermococcus celer a Thermococcaceae családba tartozó Gram-negatív, gömb alakú Archaea faj. Az archeák – ősbaktériumok – egysejtű, sejtmag nélküli prokarióta szervezetek. A felfedezése fontos szerepet játszott az élet fája gyökereinek újrarajzolásában, amikor felfedezték, hogy közelebbi rokonságban van a metanogén Archaeákkal, mint a többi hasonló fenotípusú termofil fajokkal. Számos típustörzsét azonosították: Vu13, ATCC 35543, és DSM 2476. 1983-ban fedezte fel Dr. Wolfram Zillig. Olaszországban, Vulcano-szigeten egy kénben gazdag, sekély vulkáni kráterben izolálták.

## Taxonómia
Szekvenálták a 16s rRNS-ét és elemzésekkel meghatározták a helyét az élet fáján. Felfedezték hogy sokkal szorosabb kapcsolatban áll metanogén archeákkal mint a termofil archeákkal. Ez a felfedezés az archeák fája gyökereinek újrarajzolásához vezetett, aztán a T. celert a metanogénekkel egy szoros rokonsági kapcsolaton alapuló kládba helyezték. Ez az elhelyezés további támogatást kapott a fajok rRNS génjeinek analízise után. A Thermococcusban és a metanogén archeákban van egy tRNS gén ami a 16S rRNS-gén és a 23S rRNS gén között helyezkedik el. A gén nem található meg más termofil archaea fajokban.
Kapcsolatban áll a Pyrococcus woeseivel mindkettő a Thermococcales rendbe tartozik. Mindegyik obligát anaerob és kénredukáló. Szoros kapcsolatban áll a Thermococcus litoralisal, ugyanabba a nembe tartoznak, de a T. celer sokkal nagyobb mértékben kénfüggő mint a T. littorals.
Termofil archeaként osztályozzák. A felfedezése óta az archaebacterium kifejezést az Archaea váltotta fel hogy tükrözze a legfrissebb filogenetikai kapcsolatokat a felfedezett szervezetek között.

## Neve
A Thermococcus két görög szóból áll: a therme jelentése hőség, a kokkos pedig mag. A celer jelentése gyors, utalva a növekedési rátájára.

## Leírása
Gram-negatív, gömb alakú organizmus, körülbelül 1 μm átmérőjű. Elektronmikroszkóp használatával megfigyelték hogy a sejt egyik pólusán elhelyezkedő ostoraival mozog.
A plazmamembránja nagy mennyiségű glicerin-diéter-lipidekkel rendelkezik a viszonylag kis mennyiségű diglicerin-tetraéter-lipidekhez képest. A glicerin-diéter-lipideknek a fitán (C20) a szénhidrogén komponense, a diglicerin-tetraéter-lipidek pedig a bifitanil (C40). A sejtfal vagy S-réteg szerepe a lízis elleni védelem. Az S-réteg glikoprotein alegységének kétdimenziós parakristályos hexagonális szerkezete van. Belső sejtmembránja és sejtfala nem tartalmaz muraminsavat, jelezve hogy rezisztens a penicillinre és a vankomicinre.
Obligát anaerob, organotróf anyagcseréje van. Az anyagcseréje során a peptideket (azaz az élesztőkivonatot, a peptont, vagy a triptont) és a fehérjéket (azaz a kazeint) használja szénforrásként, amiket szén-dioxiddá oxidál kén légzésen keresztül. Nem képes a szénhidrátokat szénforrásként használni, és kénfüggő szervezet mivel az optimális növekedése a kén hidrogén-szulfiddá redukálódástól függ. Bár kevésbé hatékonyan de az erjedést is képes hasznosítani. Ellentétben a legtöbb prokariótával képes lélegezni a EMBDEN-Meyerhof útvonalon keresztül (glikolízis), bár egy alternatív útvonalat használ.

## Ökológia
Hipertermofil karakterisztikájú faj, extrém forró hőmérsékleten virágzik. Pontosabban csak egy kénben gazdag, sekély vulkáni kráterben találták meg Vulcano-szigeten, Olaszországban. A hőmérséklet ezen az élőhelyén elérheti a 90 °C is. A maximális hőmérséklet, amelyen tud nőni 93 °C, az optimális érték a növekedéséhez pedig 88 °C. A legjobban 5,8 pH-n nő, ami arra utal, hogy enyhén acidofil. Az optimális növekedése függ 40 g/l NaCl-koncentráció jelenlététől is, ami további jele a magas szintű alkalmazkodásának a termális tengeri környezethez.

## Genom szerkezete
Genomja 1890 + 27 kilobázis hosszú, kör alakú. A guanin és a citozin bázisok aránya körülbelül 56,6%. Az egyik leglassabban fejlődő archaea faj, ezért a genomját lehetne használni modellszervezetként a korai genom jellemzőinek vizsgálatához.

## Alkalmazása
Az Archaea domén jelenleg három nagy csoportba van osztva, az extrém termofilekre, az extrém halofilekre, és az extrém termofilekre, amelyek képesek ként redukálni (metanogének). Nem gondolják hogy ez a három csoport önállóan keletkezett volna, hanem hogy az egyik a másikból fejlődött ki.
Felfedezték hogy szorosabb filogenetikai kapcsolata van a metanogén arcehákkal, mint az analóg fenotípusú extrém termofil archeákkal. A felfedezés a 16S rRNS szekvencia analízisével történt, eredményeként újrarajzolták a filogenetikai fa gyökereit. Ez a felfedezés azt sugallja, hogy az extrém termofilekek lehetnek a legkorábbi archaea ősök, ha figyelembe vesszük hogy a minták lassú evolúcióját.